# Claus Hofmair

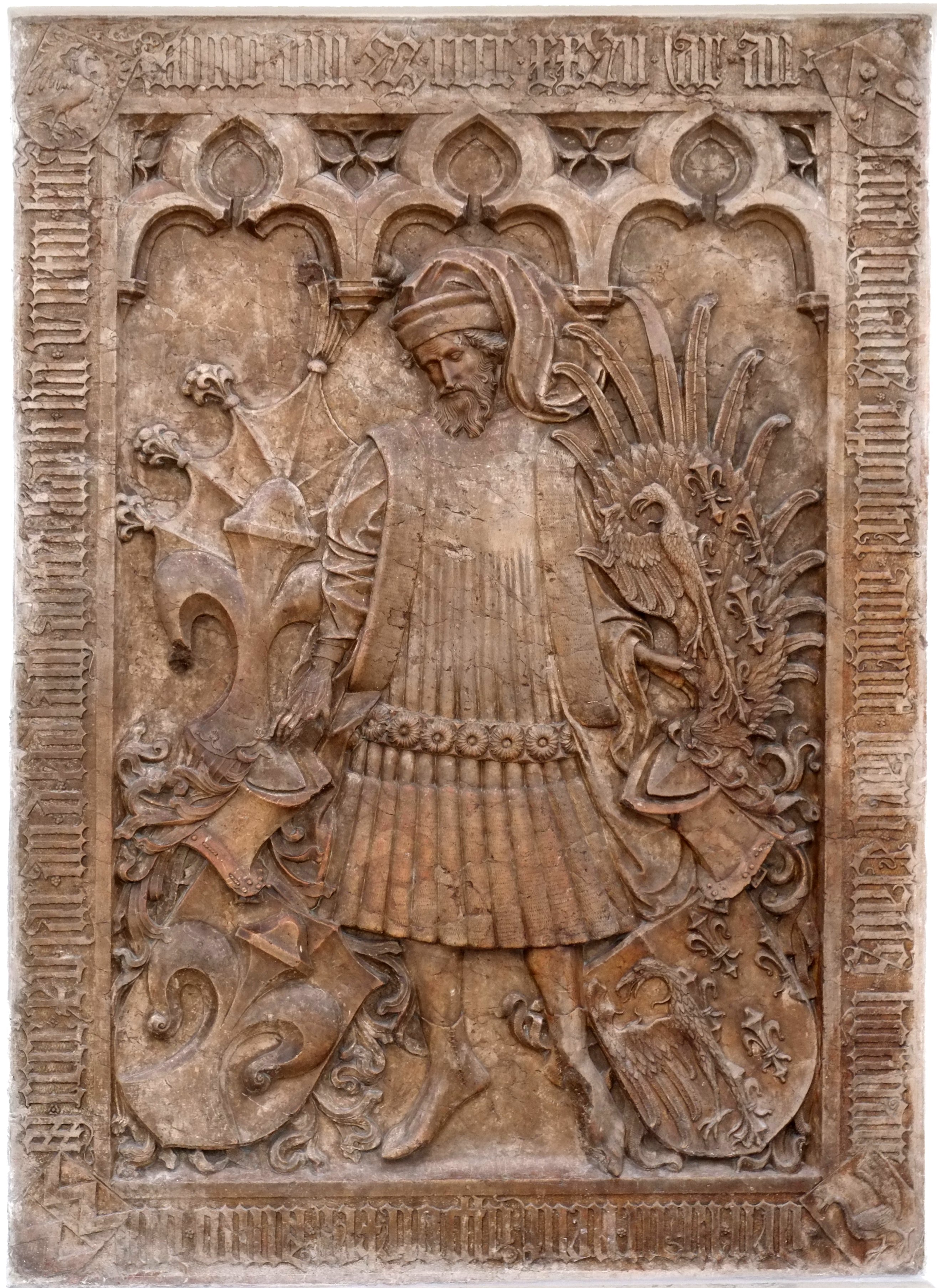
Epitaph für Claus Hofmair und seine Frau Barbara in der Moritzkirche in Augsburg

Claus Hofmair († 3. Januar 1427), auch Nikolaus Hofmair, war ein Augsburger Apotheker.

## Leben
Über das Leben des Claus Hofmair sind in Augsburger Urkunden einige Details überliefert. Das Ehepaar hatte mindestens vier Kinder: Claus, Elsbeth, Barbara und Afra werden genannt. Der gleichnamige Sohn wurde ebenfalls Apotheker. Laut den Steuerregistern war Claus Hofmair über mehrere Jahrzehnte der einzige Apotheker in Augsburg. Sein Vater Friedrich wird ebenfalls als Apotheker aufgeführt. Das Haus der Familie, als Marienapotheke bezeichnet, befand sich in der Nähe der Moritzkirche.
In der Kirche St. Moritz in Augsburg ist ein Epitaph für ihn und seine Frau Barbara († 4. Januar 1457) zu sehen. Das Rotmarmorrelief an der Westwand zeigt den Verstorbenen in zeitgenössischer Kleidung zwischen zwei Wappenschilden mit Helmzier. Das Epitaph wird dem Meister Ulrich zugeschrieben. Die Umschrift lautet: Anno. dni. M.CCCC.XXVII. jar. an: sant. johans. apostel. achtend. starb. Claus. Hofmair den. man. nent. appoteker. anno dm M.CCCC.XV. jar. an. d. kidlach. achtet starb. sin. wirtin bra.